# Njue Kevin
Njué Kevin (19 de febrero de 1992) es un cineasta keniano, reconocido principalmente por su película 18 Hours, ganadora en la categoría de mejor película en los Africa Magic Viewers' Choice Awards de 2018 después de ser la primera película de Kenia en recibir una nominación en el evento.

## Carrera
Sticking Ribbons de 2013 fue su primera película. Protagonizada por Maureen Koech, la cinta ganó un premio en la categoría de mejor talento de África Oriental en el Festival Internacional de Cine de Zanzíbar. Un año después estrenó Saidia, película que le valió un premio al mejor director joven en la competencia de cortometrajes Modern Day Slavery en Londres. Intellectual Scum, cortometraje de 2015, es hasta la fecha la producción más laureada del director, logrando premios y nominaciones en eventos como el Festival Internacional de Cine de África, el Festival de Cine de Zanzíbar, los Premios Golden Diana y el Festival de Cine Africano de Sillicon Valley, entre otros.
Luego de estrenar la cinta Plastic Maasai en 2015, escribió y dirigió el largometraje 18 Hours, estrenado en los cines africanos el 10 de noviembre de 2017 y galardonado en los Africa Magic Viewers' Choice Awards un año después como la mejor película del evento.

## Filmografía

### Como director
- 2013 - Sticking Ribbons
- 2014 - Saidia
- 2015 - Intellectual Scum
- 2015 - Plastic Maasai
- 2017 - 18 Hours